# Blick auf den Stephansdom vom ersten Wiener Hochhaus
Das Bild Blick auf den Stephansdom vom ersten Wiener Hochhaus ist ein Werk von Otto Rudolf Schatz und steht unter Denkmalschutz. Im Februar 2011 wurde es vom Bundesdenkmalamt als Denkmal des Monats vorgestellt. Es befindet sich in Privatbesitz.

## Hochhaus Herrengasse

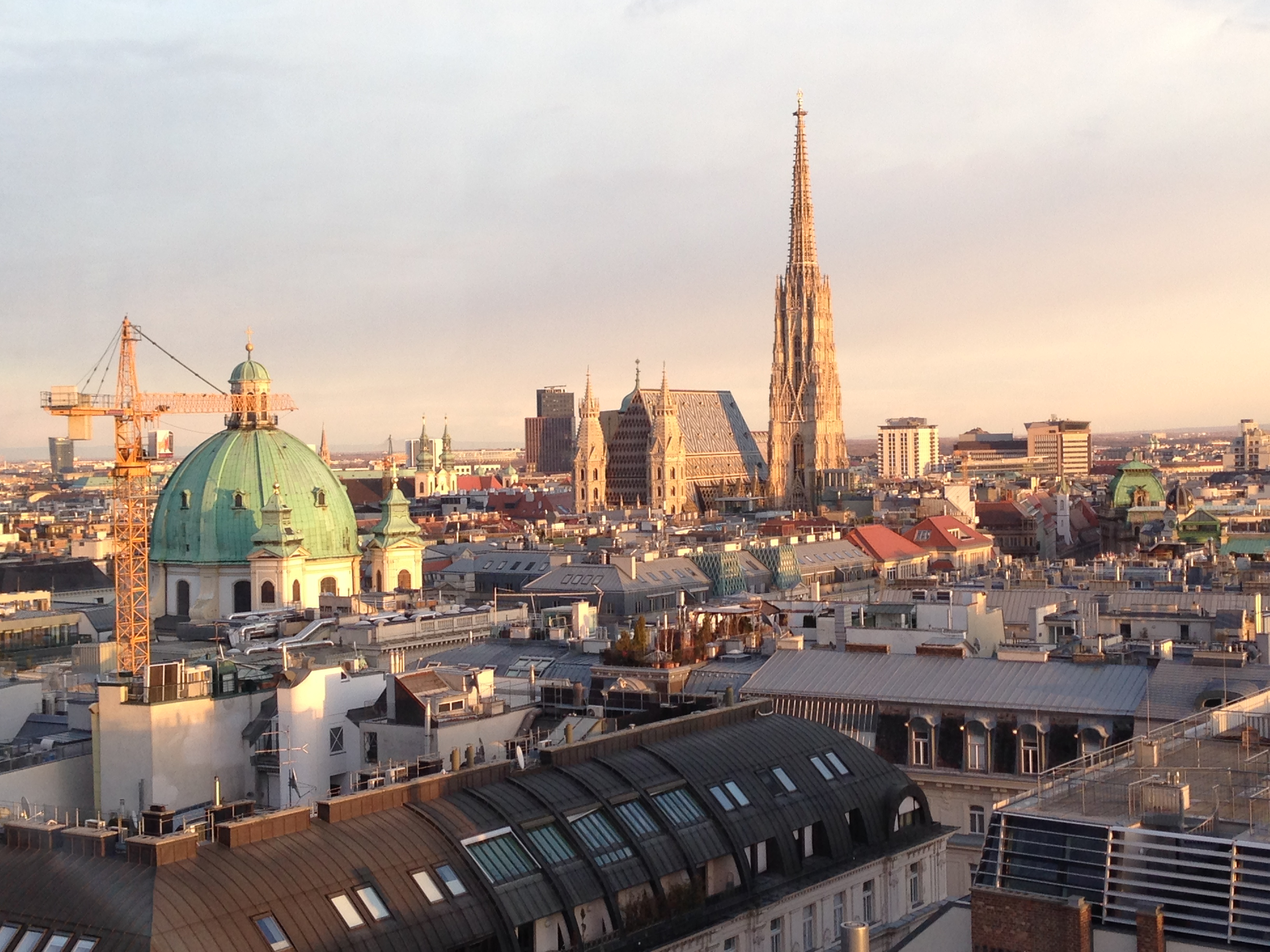
Blick vom Hochhaus auf den Stephansdom in einer ähnlichen Perspektive (2013)

Das in der Herrengasse 6–8, Fahnengasse 2 und Wallnerstraße 5–7 im 1. Wiener Gemeindebezirk zwischen 1931 und 1932 errichtete Hochhaus Herrengasse war das erste Hochhaus der Stadt. Es war ein Prestigeobjekt der christlich-sozialen Staatsregierung, die das Projekt förderte.

## Beschreibung
Das 119 × 149 Quadratzentimeter große, mit Öl auf Leinwand gemalte Bild Blick auf den Stephansdom vom ersten Wiener Hochhaus zeigt einen Ausblick über die Dachlandschaft des ersten Bezirkes. Links wird dieser vom verglasten Aufbau des Hochhauses Herrengasse, der als Restaurant und Kaffeehaus konzipiert war, begrenzt. Rechts endet der Ausschnitt knapp neben dem Kirchturm der Michaelerkirche auf dem Michaelerplatz.
Zentrales Bauwerk im Zentrum der Darstellung ist der Stephansdom, dessen Südturm im oberen Bereich eingerüstet ist.
Im Vordergrund ist ein Ausschnitt der Dachterrasse des Kaffeehauses mit zumeist hell gekleideten Personen zu sehen.
Rechts vom Stephansdom ist der Himmel dunkel bewölkt dargestellt, während links die Wolken weniger dicht sind und blauer Himmel durchscheint. Ob die Bewölkung abzieht oder das aufziehende Schlechtwetter von den Menschen auf der Aussichtsterrasse ignoriert wird, ist nicht klar.
Das um 1955 entstandene Ölgemälde entstand in der Periode nach dem Zweiten Weltkrieg, die noch von den künstlerischen Strömungen der Ersten Republik geprägt war.
Otto Rudolf Schatz, der während seines USA-Aufenthalts vor dem Krieg mehrere Stadtansichten von New York geschaffen hatte, wandte sich hier von der Neuen Sachlichkeit ab und malte das Bild mit kräftigen und bunten Farben im expressionistischen Stil.